# Bisdom Allahabad
Het bisdom Allahabad (Latijn: Dioecesis Allahabadensis) is een rooms-katholiek bisdom met als zetel Prayagraj (of Allahabad), in India. Het bisdom is suffragaan aan het aartsbisdom Agra. 

## Geschiedenis
Het bisdom werd opgericht op 7 februari 1845, als het apostolisch vicariaat Patna, uit delen van het apostolisch vicariaat Tibet-Hindustan. op 1 september 1886 werd het verheven tot bisdom en veranderde van naam naar bisdom Allahabad.

## Parochies
Het bisdom had in 2022 een oppervlakte van 47.852 km2 en telde 44.414.000 inwoners waarvan 0,02% rooms-katholiek was.

## Ordinarii

### Apostolisch vicarissen
- Anastasius Hartmann (30 september 1845 - 8 maart 1854)
  - Lorenzo a Cento (coadjutor: 15 maart 1853 - Niet in bezit genomen)
- Athanasius Eduard Zuber (8 maart 1854 - 8 december 1859)
- Anastasius Hartmann (24 januari 1860 - 24 april 1866)
- Paul Tosi (3 maart 1868 - 27 september 1880)
- Benedetto Valeri (1 oktober 1880 - onbekend)

### Bisschoppen
- Francesco Vincenzo Pesci (8 mei 1881 - 8 juli 1896)
- Carlo Giuseppe Gentili (29 maart 1897 - 27 augustus 1898)
- Vittore Gaetano Sinibaldi (27 september 1899 - 5 januari 1902)
- Petronio Francesco Gramigna (10 augustus 1904 - 18 december 1917)
- Giuseppe Angelo Poli (18 december 1917 - 11 juli 1946; coadjutor sinds 13 maart 1915)
- Leonard Joseph Raymond (10 april 1947 - 16 januari 1964)
- Raymond D’Mello (21 april 1964 - 20 december 1969)
- Alfred Fernández (25 juni 1970 - 15 december 1975)
- Baptist Mudartha (1 maart 1976 - 5 mei 1988)
- Isidore Fernandes (5 mei 1988 - 31 januari 2013)
  - Ignatius Menezes (apostolisch administrator: 31 januari 2013 - 3 december 2013)
- Raphy Manjaly (17 oktober 2013 - 12 november 2020)
- Louis Mascarenhas (17 juni 2023 - heden)

## Galerij van afbeeldingen

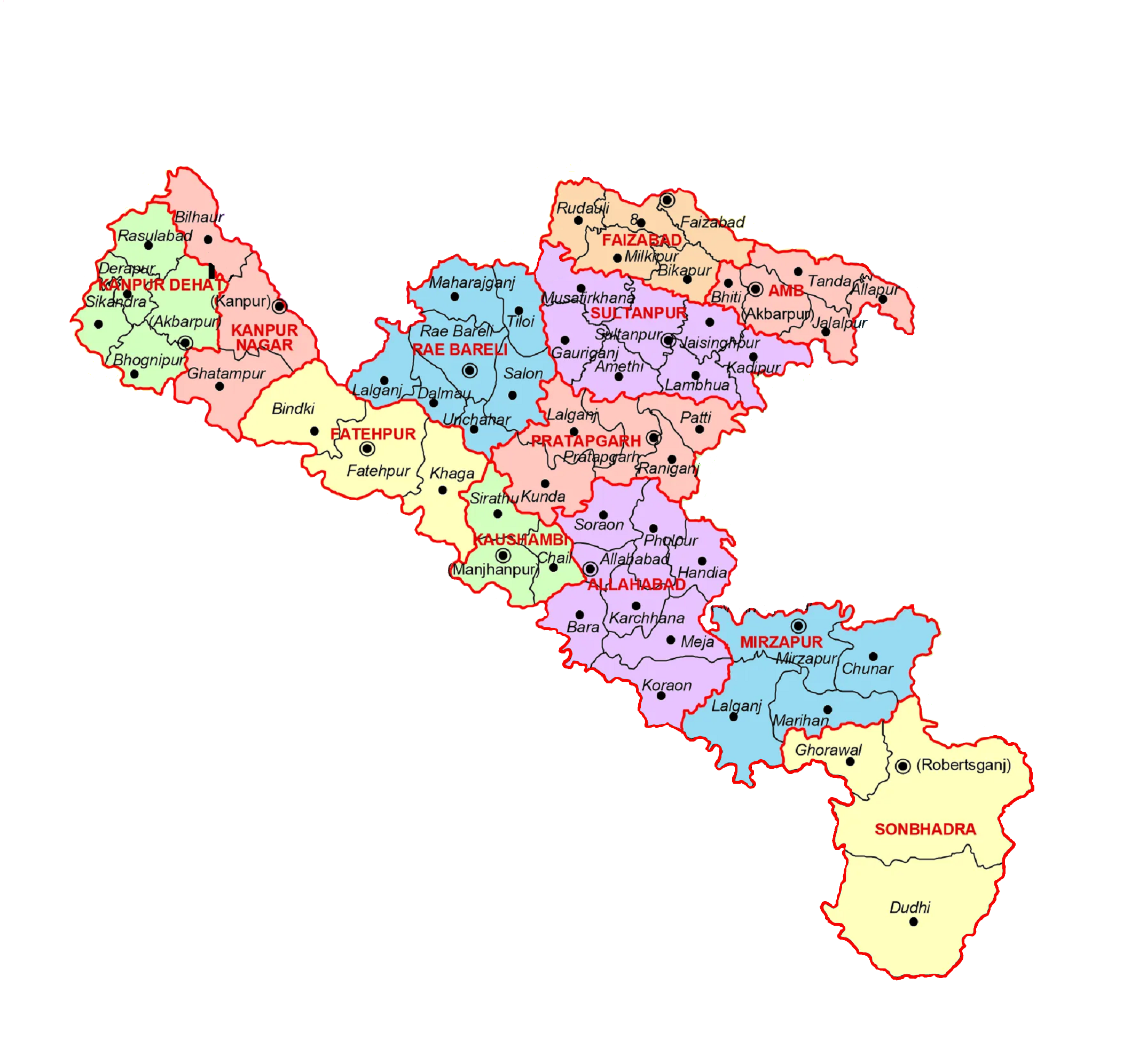
Kaart van het bisdom Allahabad
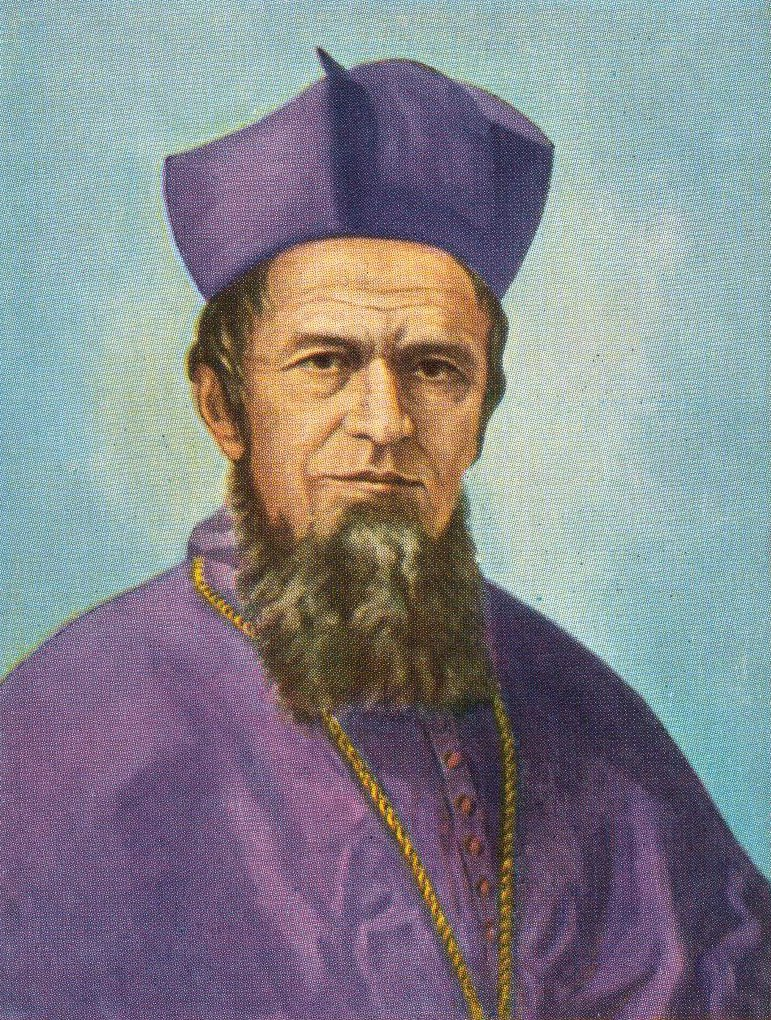
Apostolisch vicaris Anastasius Hartmann (1845-1854, 1860-1866), de eerste apostolisch vicaris
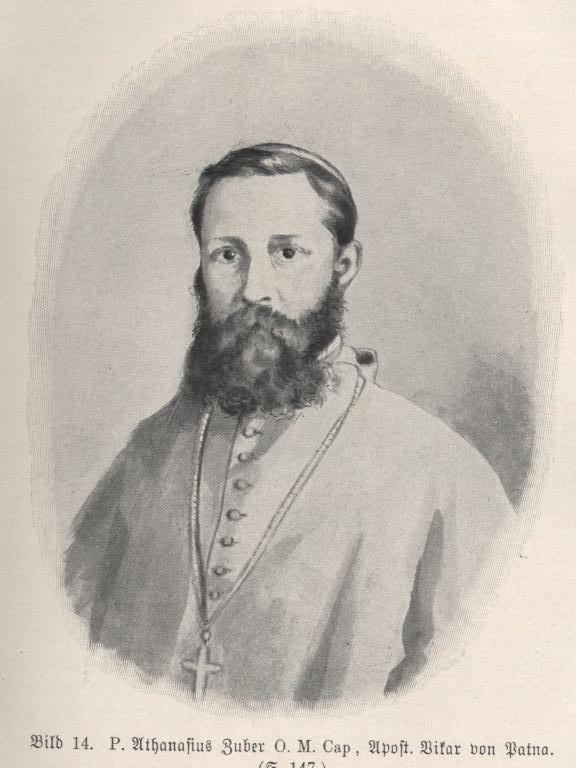
Apostolisch vicaris Athanasius Eduard Zuber (1854-1859)

Agra (aartsbisdom) · Ajmer · Allahabad · Bareilly · Bijnor (Syro-Malabar) · Gorakhpur (Syro-Malabar) · Jaipur · Jhansi · Lucknow · Meerut · Udaipur · Varanasi